# Christoph Liechtenstein

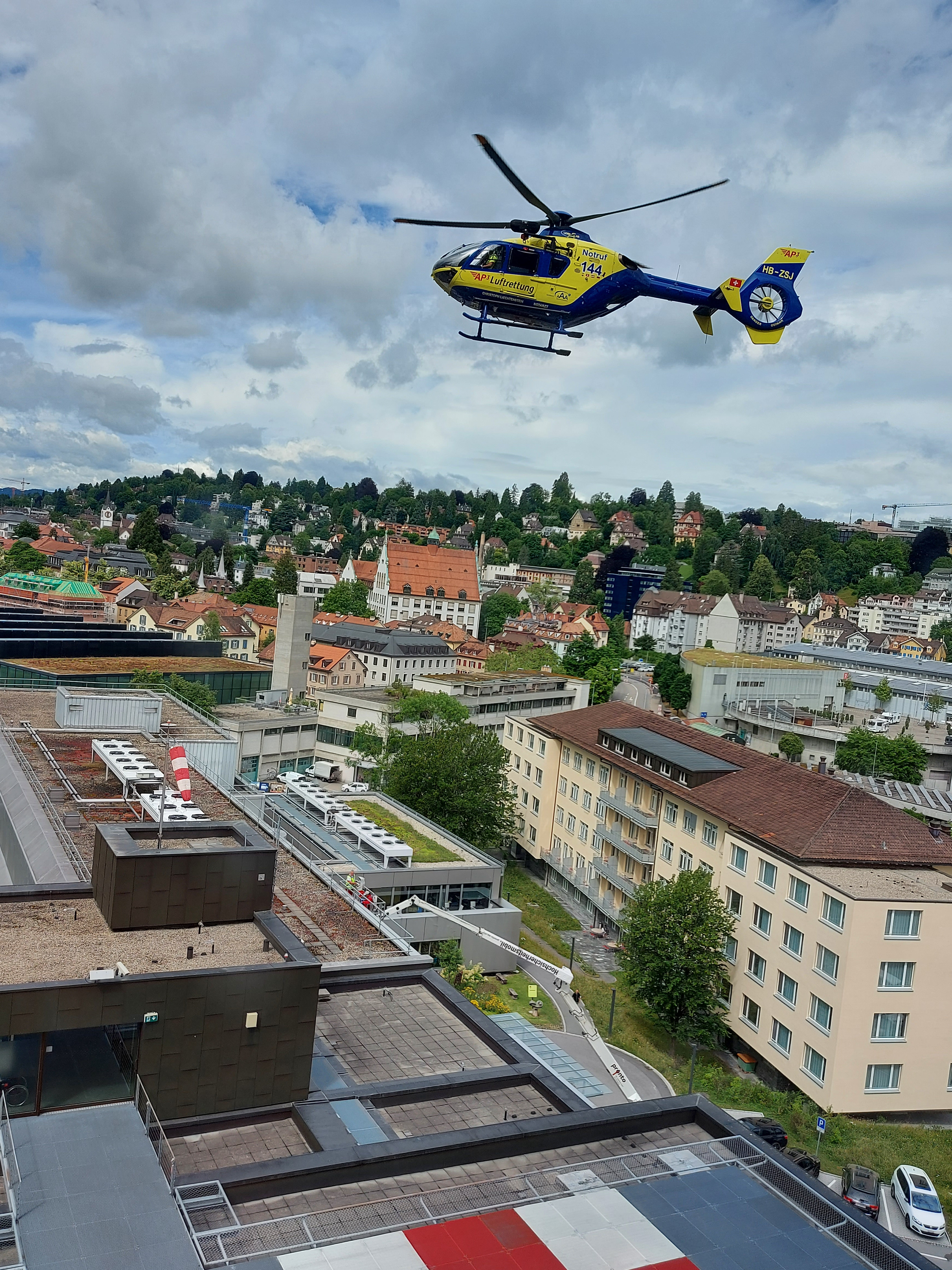
HB-ZSJ startet vom Kantonsspital St. Gallen

Christoph Liechtenstein ist der Funkrufname eines Rettungshubschrauber im Fürstentum Liechtenstein, der von der AAA Alpine Air Ambulance betrieben wird.

## Beschreibung
Der Rettungshubschrauber kommt im Vierländereck Deutschland, Österreich, Schweiz und Liechtenstein zum Einsatz. Er führt primär Einsätze im Rheintal durch. Der Hubschrauber verfügt über eine Seilwinde und eine Longline zur Bergrettung und ist nachtflugtauglich. Neben dem Hubschrauber wird auch ein Notarzteinsatzfahrzeug (NEF) für Liechtenstein betrieben. Der Hubschrauber und das NEF sind am Heliport Balzers stationiert. Disponiert und eingebunden wird der Hubschrauber via Sanitätsnotrufzentrale 144 in die Rettungsnetze der Kantone AG, SO, ZH, SH, SZ, ZG, BL, BS, LU, OW, NW, UR, GR, SG, AR, AI, TG, GL, des Bundeslandes Vorarlberg (A), des Fürstentums Liechtenstein, über alle Integrierten Leitstellen 112 im Allgäu, dem südlichen Teil von Baden-Württemberg (WT, LÖ, FR, VS, KN, OG, RW, FN, EM, TUT, sowie der Zentrale Koordinierungsstelle für Intensivtransport in Baden-Württemberg (ZKS) und dem Landesnotruf- und Einsatzzentrale der Landespolizei Liechtenstein. Er kann aber auch direkt über den Notruf 144 angefordert werden. Auch andere Rettungsleitstellen sowie die Rettungs- und Feuerwehrleitstelle (RFL), fordern den Rettungshelikopter regelmässig an. Operiert wird der Rettungshubschrauber Christoph Liechtenstein durch die Schweizer Luftrettung AAA Alpine Air Ambulance.

## Genehmigung
Zur Stationierung dieses Rettungshubschraubers schreibt das Bundesamt für Zivilluftfahrt: „Weiter ist ein Genehmigungsverfahren durchzuführen, da es sich aufgrund der Neustationierung des Rettungshelikopters EC 135 mit den geplanten 1200 Flugbewegungen und dem neuen nächtlichen Flugbetrieb um wesentliche Betriebsänderungen handelt. Hierzu ist nach liechtensteinischem Recht eine Umweltverträglichkeitsprüfung durchzuführen. Das Genehmigungsverfahren für die Betriebsänderungen wird daher sowohl neue Lärmberechnungen als auch die Umweltauswirkungen umfassen müssen.“ Diese Dokumente stehen nach wie vor aus.

## Geschichte
Mit der Planung für einen eigenen Rettungshubschrauber-Standort wurde Anfang 2018 begonnen.
Ursprünglich wurde der Rettungsdienst in Liechtenstein nur durch das Liechtensteinische Rote Kreuz (LRK) durchgeführt. Dafür betreibt das LRK am Landesspital Liechtenstein zwei Notfall-Ambulanzen. Einen geregelten Notarztdienst bietet das LRK nicht an. Nachdem der Notruf 144 am 1. Oktober 2017 an die Landespolizei Liechtenstein übergegangen war, war der Rettungsdienst auch für andere Anbieter zugänglich.
International hat sich seit langem der Dispositionsstandard etabliert, unabhängig von Anbietern das am besten geeignete Rettungsmittel aufzubieten – zumeist jenes, welches am schnellsten am Einsatzort sein kann. Die Einsatzleitzentrale der Landespolizei arbeitet unabhängig und koordiniert die Rettungsmittel aller Anbieter. Am 19. Dezember 2018 wurde der erste Liechtensteiner Rettungshubschrauber offiziell in Betrieb genommen. Im ersten Betriebsjahr wurde der Hubschrauber 400 Mal eingesetzt, wobei 40 bis 50 Nachteinsätze – also in der Zeit zwischen 22 Uhr abends und 6 morgens – stattfanden.
Die AP³ Luftrettung Liechtenstein AG wurde im Dezember 2023 in die gemeinnützige StiftungAP³ Luftrettung Liechtenstein überführt. Der Rettungshelikopter Christoph Liechtenstein sowie das Notarzteinsatzfahrzeug NEF werden wie bisher durch die AAA Alpine Air Ambulance operiert.

## Hubschrauber
Zum Einsatz kommt ein Hubschrauber vom Typ Eurocopter EC 135 mit dem Luftfahrzeugkennzeichen HB-ZSJ. Ursprünglich war die Maschine im Besitz der Schider Helicopter Service GmbH, diese betreibt in Österreich vier Rettungshubschrauber. 2016 wurde die Maschine von der AAA übernommen und erhielt das Luftfahrzeugkennzeichen HB-ZSJ. Ursprünglich sollte die Maschine als Reserve für die Rettungshubschrauber Lions 1 und Lions 3 zum Einsatz kommen.

## Einsatzgebiet
Neben dem Staatsgebiet des Fürstentum Liechtenstein umfasst das Einsatzgebiet das österreichische Bundesland Vorarlberg, die Schweizer Kantone St. Gallen, Appenzell Innerrhoden, Appenzell Ausserrhoden und Graubünden und die deutschen Bundesländer Bayern und Baden-Württemberg.

## Einsatzarten
Christoph Liechtenstein ist ein 24/7-Hubschrauber, welcher neben Primäreinsätzen auch Sekundäreinsätze fliegt. Der Hubschrauber ist speziell für die Bergrettung ausgerüstet, weshalb er auch für Rettungs-, Such- und Bergungseinsätze in der Alpenrettung eingesetzt.

### Galerie

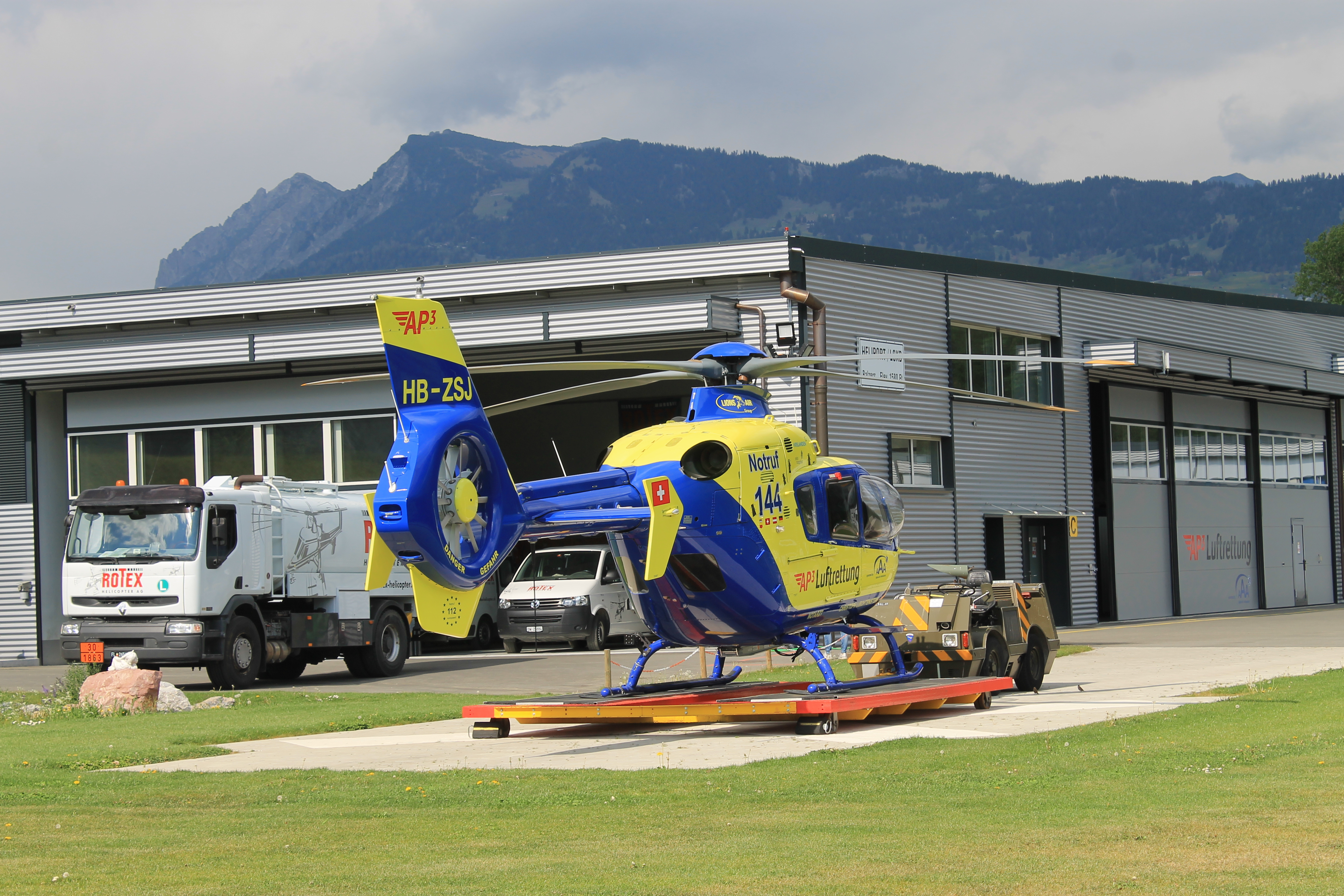
Christoph Liechtenstein am Heliport Balzers mit Tankfahrzeug
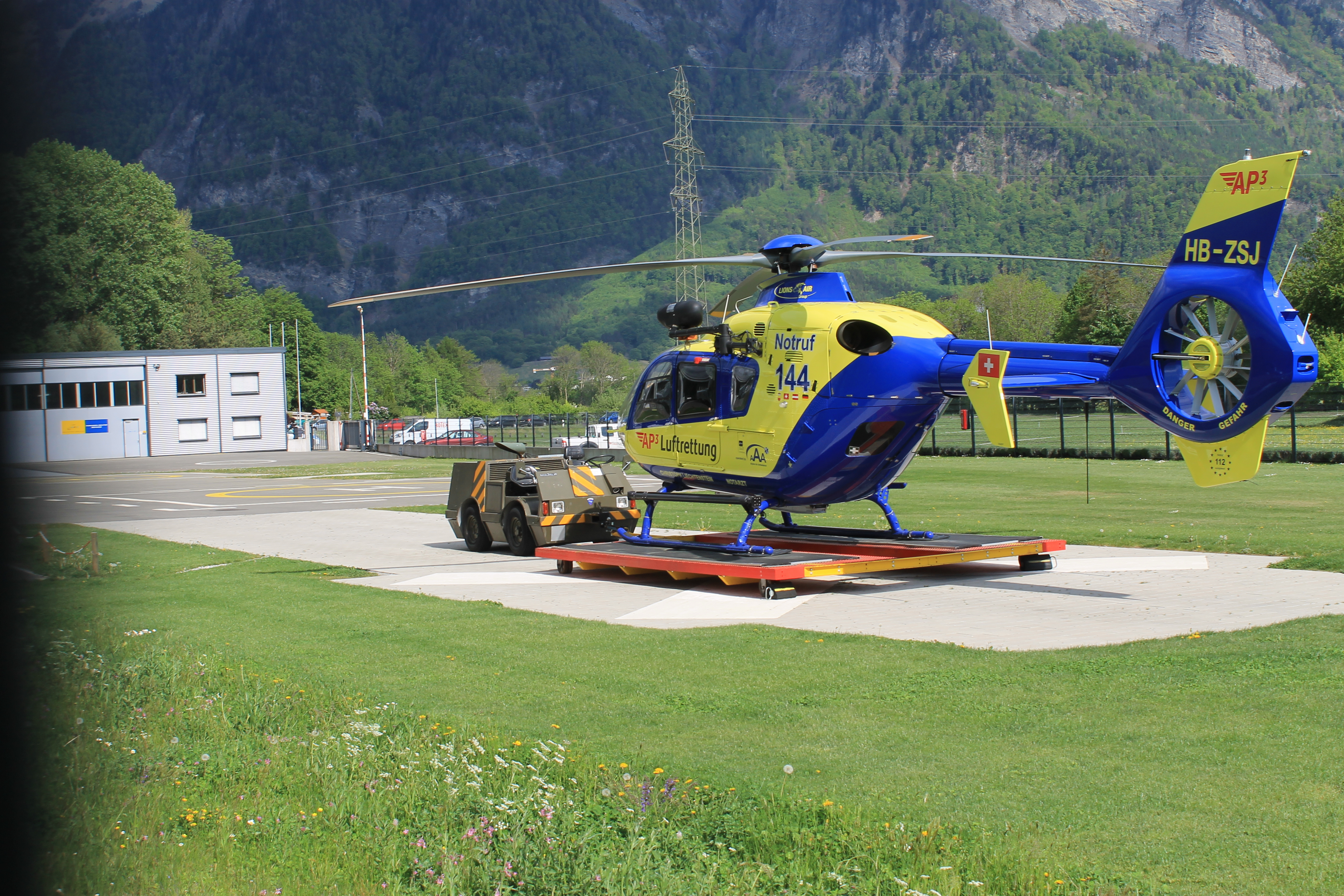
Startbereiter Rettungshubschrauber Christoph Liechtenstein
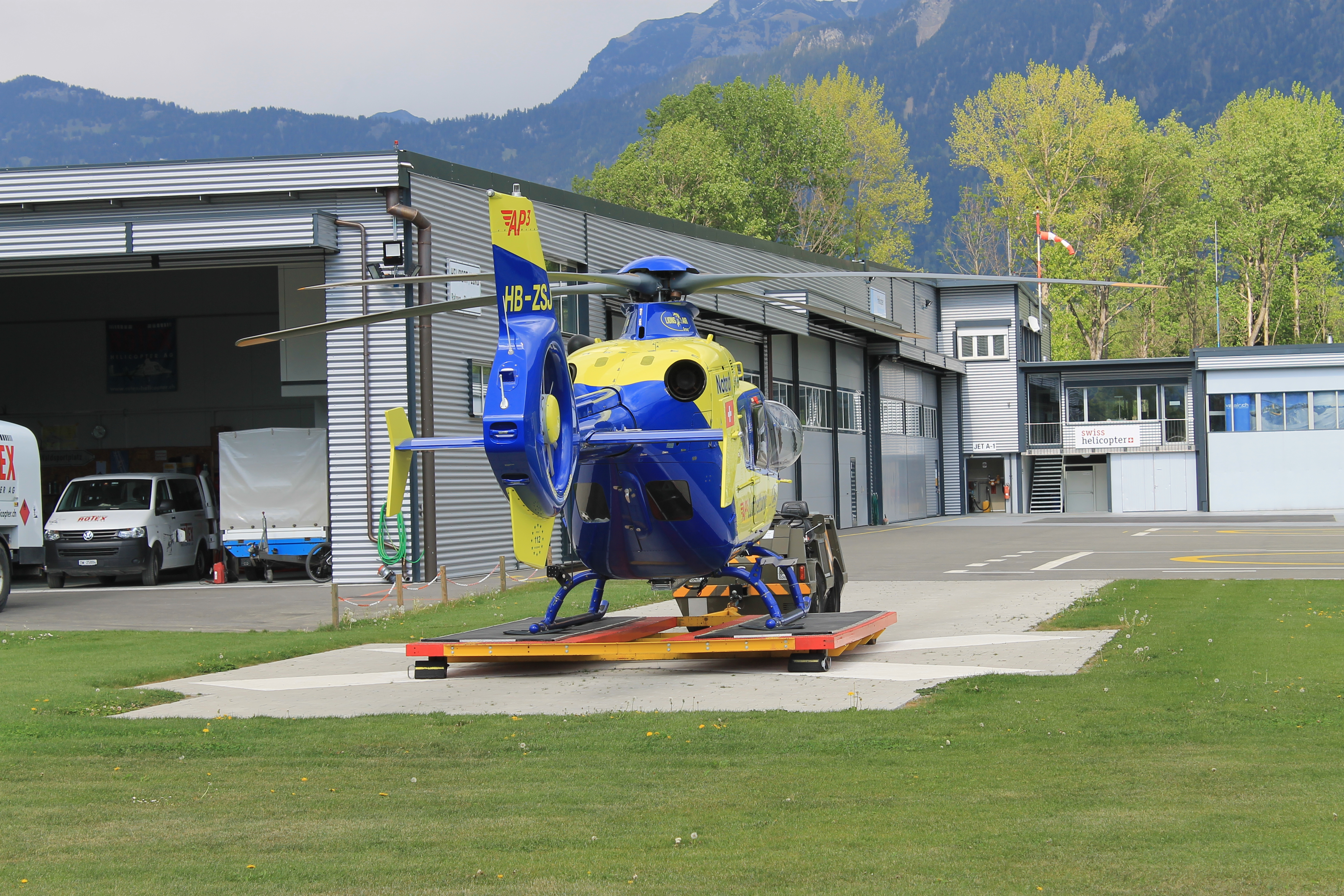
Die Basis von Christoph Liechtenstein ist der Heliport Balzers
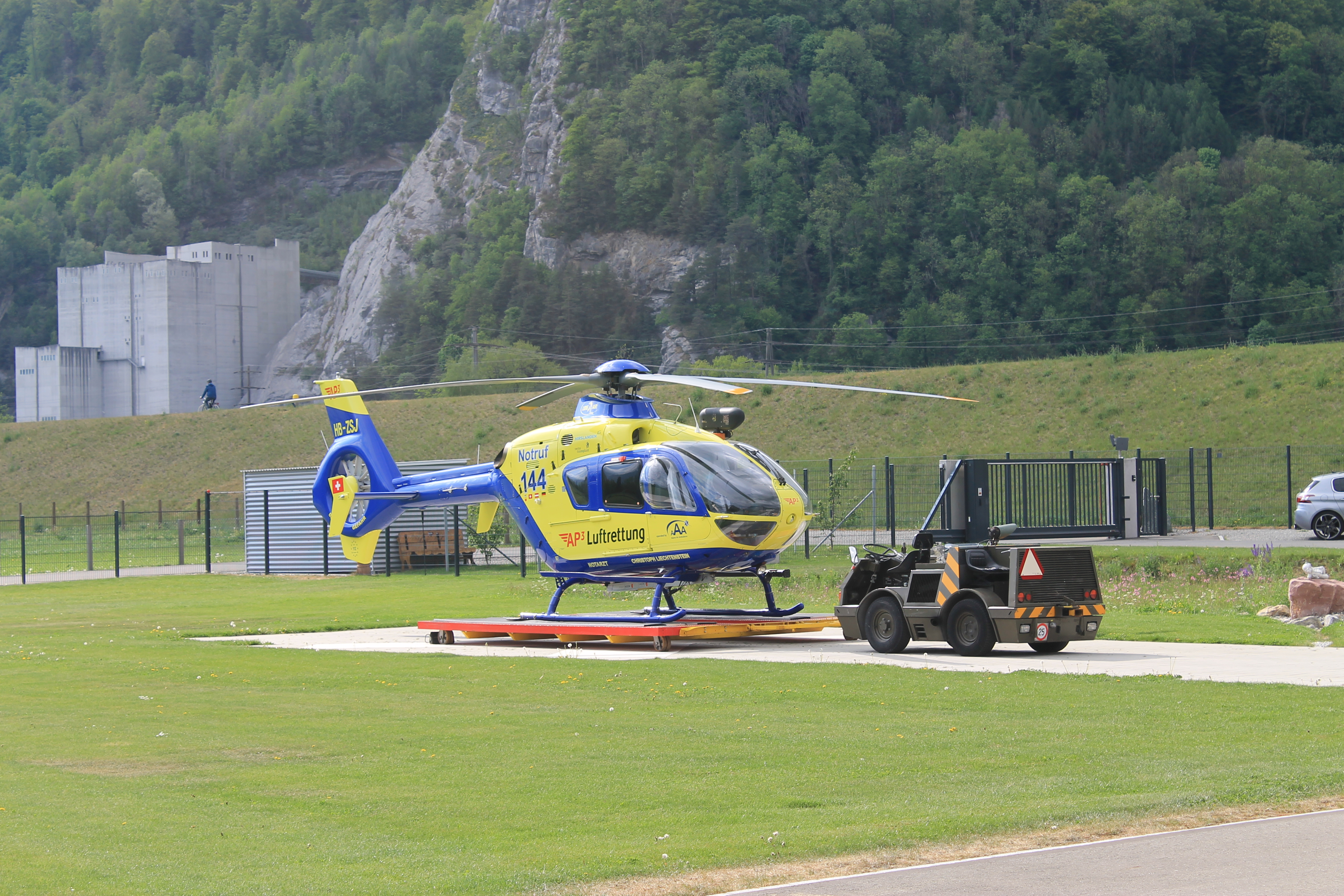
Der Hubschrauber Christoph Liechtenstein ist wenige Meter entfernt von der Schweizer Grenze stationiert. Im Hintergrund der Schweizer Schollberg
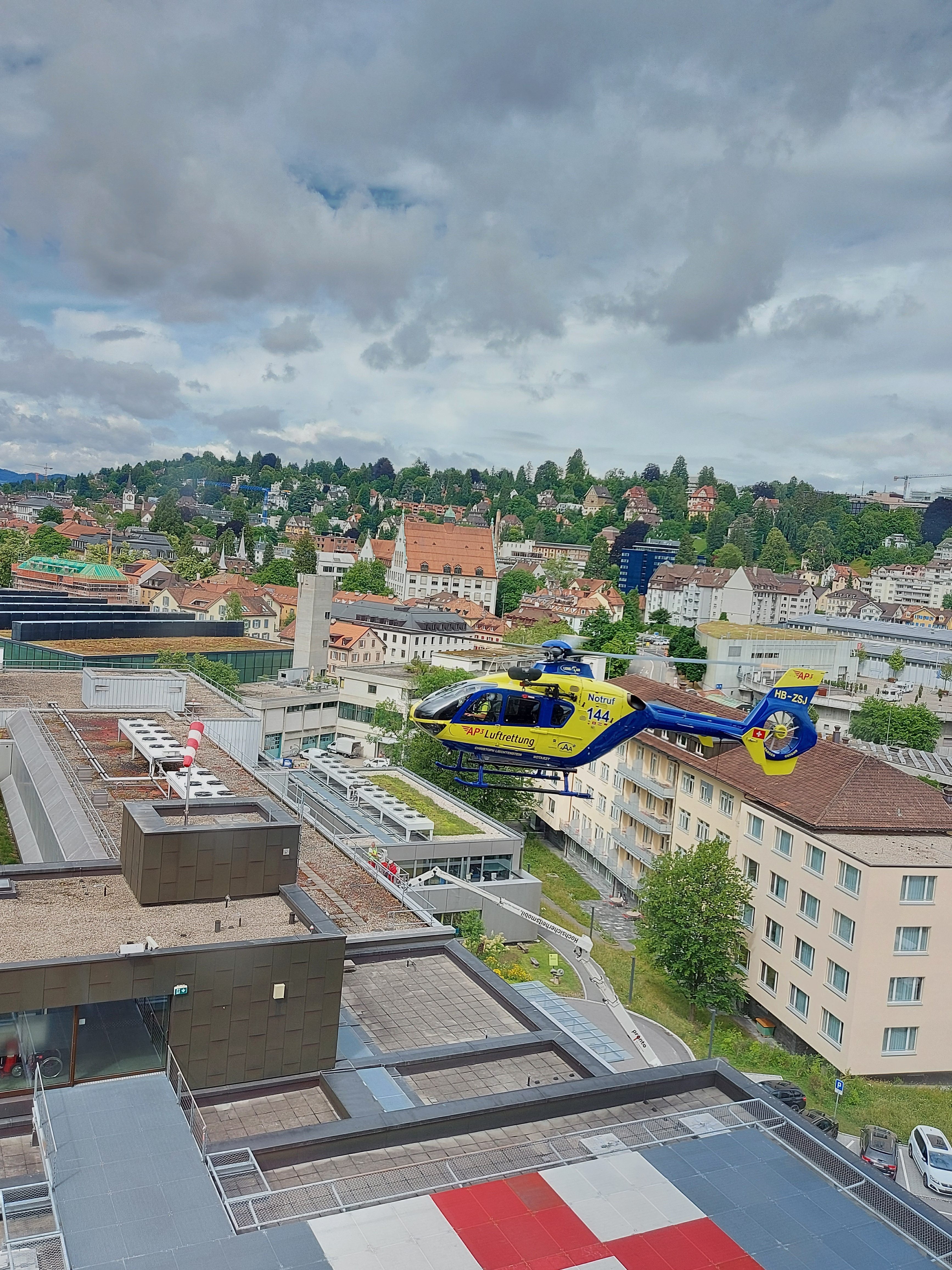
Der Rettungshubschrauber HB-ZSJ startet vom Kantonsspital St. Gallen in der Schweiz.
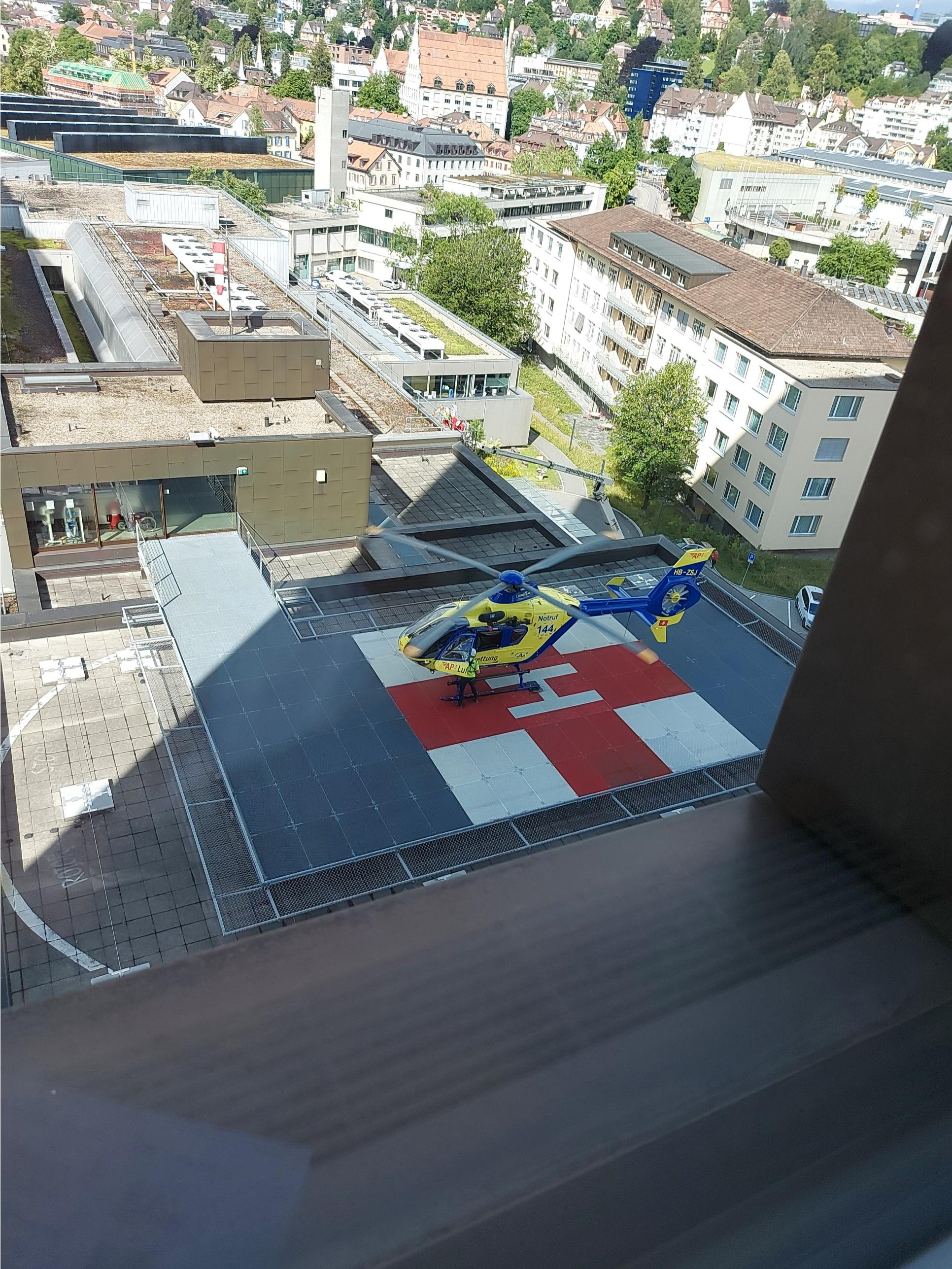
Christoph Liechtenstein auf dem Heliport des Kantonsspital St. Gallen